# Abbaye d'En-Calcat
L’abbaye Saint-Benoît d'En Calcat est une abbaye bénédictine en activité faisant partie de la congrégation de Subiaco Mont-Cassin. Elle se trouve dans le hameau d'En Calcat dépendant de Dourgne dans le Tarn. La communauté est, en 2021, constituée d'une quarantaine de moines.
L'abbaye est connue pour l'édition des Livres d'Heures d'En Calcat, avec un répertoire de nouveaux cantiques en français. La liturgie est célébrée en français, avec aussi des chants grégoriens.
L'abbaye Sainte-Scholastique, une abbaye de moniales, se situe à 1 200 mètres de distance d'En Calcat, avant le village de Dourgne.

## Histoire
En Calcat est fondée en 1890 par Dom Romain Banquet (de) (1840-1929), natif du lieu, venant de l'abbaye de la Pierre-Qui-Vire avec un groupe de moines. Cette fondation est menée d'après les conseils d'une de ses dirigées, Marie Cronier, de l'abbaye de Jouarre, parallèlement à une fondation de bénédictines à Dourgne, l'abbaye Sainte-Scholastique. En-Calcat devient abbaye en 1894.
La loi sur les congrégations de 1901 contraint les moines, dont les vocations étaient nombreuses, à prendre l'exil pour la Catalogne, d'abord près de Ribes de Freser à la pension Balneari Parramon (ca) (1903 à 1908), puis à l'abbaye San-Pedro de Besalú jusqu'en 1918. Dix moines sur les trente-trois sous les drapeaux trouvent la mort pendant la Première Guerre mondiale. Les moines ont la permission de revenir peu à peu après la guerre et l'abbaye est agrandie. L'église est achevée en 1935.
La Seconde Guerre mondiale appelle à nouveau cinquante moines, dont certains seront prisonniers par la suite. Sous l'occupation et après la guerre, les vocations affluent pendant l'abbatiat de Dom Marie de Floris. Il y a alors environ 120 moines, ce qui permet de fonder d'autres maisons. En 1952, c'est Dom Germain Barbier qui devient l'abbé de la communauté. À partir de 1965, la communauté, conduite par le père abbé Dominique Hermant (1965-1978) vit activement le grand renouveau insufflé par le concile de Vatican II : que ce soit la redécouverte de l'importance de la lectio divina (étude de la Parole de Dieu), ou l'adaptation à l'économie moderne. Dans la liturgie, le français remplace le latin ; aujourd'hui le grégorien est encore chanté à la messe et à certains offices, mais de nombreuses mélodies nouvelles ont été créées pour répondre aux besoins du passage au français. Le Livre d'Heures d'En Calcat édite ces chants et les diffuse.
L'accueil dans la liturgie et par le biais des hôtelleries et de la Librairie Siloë-Saint Benoît a continué à se développer sous la conduite du Père Thomas Romieu, qui assuma la charge de prieur-administrateur (1978-1979), puis du Père Abbé Thierry Portevin (1979-1996). C'est sous son abbatiat que la communauté a fêté son centenaire de fondation en union avec les sœurs de l'abbaye Sainte-Scholastique de Dourgne.
La communauté entame son deuxième centenaire d'existence avec un changement de père abbé à la suite de l'élection de père Thierry comme père abbé président de la Congrégation.
De 1996 à 2009, la communauté est conduite par le père abbé André-Jean Demaugé puis, de 2009 à 2020, par le père abbé David d'Hamonville ; c'est sous son abbatiat que sont bâtis les gîtes qui offrent de nouvelles possibilités d'accueil pour les hôtes. La communauté était en 2013 de 55 moines (23 prêtres et 32 frères non ordonnés).
À la suite du décès en février 2021 du père abbé Emmanuel Roques (élu en juillet 2020), la communauté d'une quarantaine de moines est conduite par frère Columba Jannesson, nommé prieur-administrateur pour deux ans renouvelés en février 2023. Le 7 février 2025 est élu abbé le père Maximilien Pietrzak.

## Économie de l'abbaye
Située sur le parcours de la via Tolosana, l'abbaye reçoit les pèlerins de Saint-Jacques-de-Compostelle ainsi que des visiteurs lors de retraites spirituelles, grâce à son hôtellerie. La communauté gère une librairie et une maison d'édition de cartes d'art religieux ; elle vit aussi de la fabrication de cithares et d'un baume à la propolis.

## Fondations
- Prieuré de Madiran (1932), donnant naissance à l'abbaye de Tournay (1951)
- Monastère du Christ-Roi de Toumliline (Maroc) (1952, supprimé en 1968), donnant naissance au prieuré de Bouaké (Côte d'Ivoire) et à l'abbaye Saint-Benoît de Koubri (1961) (Burkina Faso). C'est au monastère de Toumliline (Maroc) que fut tourné le film Des hommes et des dieux sur les moines de Tibherine (Algérie).
- Monastère de Dzogbégan, près de Danyi-Apéyémé (1961) (Togo)

## Figures de l'abbaye
- Le musicien Dom Clément Jacob, OSB, né Maxime Jacob 1906-1977), converti au catholicisme sous l'influence de Jacques Maritain en 1927, est un musicien et compositeur de cantiques renommé.
- Dom Robert, OSB, (né Guy de Chaunac-Lanzac, 1907-1997) est un grand nom de la tapisserie contemporaine.
- Dom Luc Girot (1873-1916), artiste peintre, élève de Gustave Moreau, mort sur le front de la 1ère guerre[6].
- Hermine David (1886-1970), artiste peintre, vint s'y ressourcer après la mort de Jules Pascin et y fit don de deux tableaux Madone à l'enfant.
- Dom Ephrem Socard, OSB, né Jacques Socard (1903-1985), peintre et maître verrier, a initié Henri Guérin (1929-2009) à l'art du vitrail en dalle de verre dans les années 1950. Fresquiste avant de rentrer dans les ordres, il a réalisé pour le musée des Monuments français (Palais de Chaillot, Paris) 2 copies de fresques de Saint-Savin sur Gartempe (maintenant hall de la Cité de l'architecture).
- Thierry de Brunhoff, grand pianiste, fils de Jean de Brunhoff, créateur de Babar, s'y est retiré à l'âge de quarante ans.
- Père abbé Dom Marie de Floris (1910-1994, abbé de 1943-1952) qui a donné à l'abbaye un rayonnement considérable.
- Pėre Emmanuel de Floris, (né Jacques de Floris 1909-1992) qui a fondé une communauté d'ermites dans le diocèse de Gap.
- David-Marc d'Hamonville (frère David) est entré à l'abbaye bénédictine d'En-Calcat (Tarn) à 32 ans, après avoir mené des études de lettres classiques, puis une vie d'artiste peintre. Il a été abbé de l'abbaye d'En-Calcat de janvier 2009 à 2020.

## Galerie

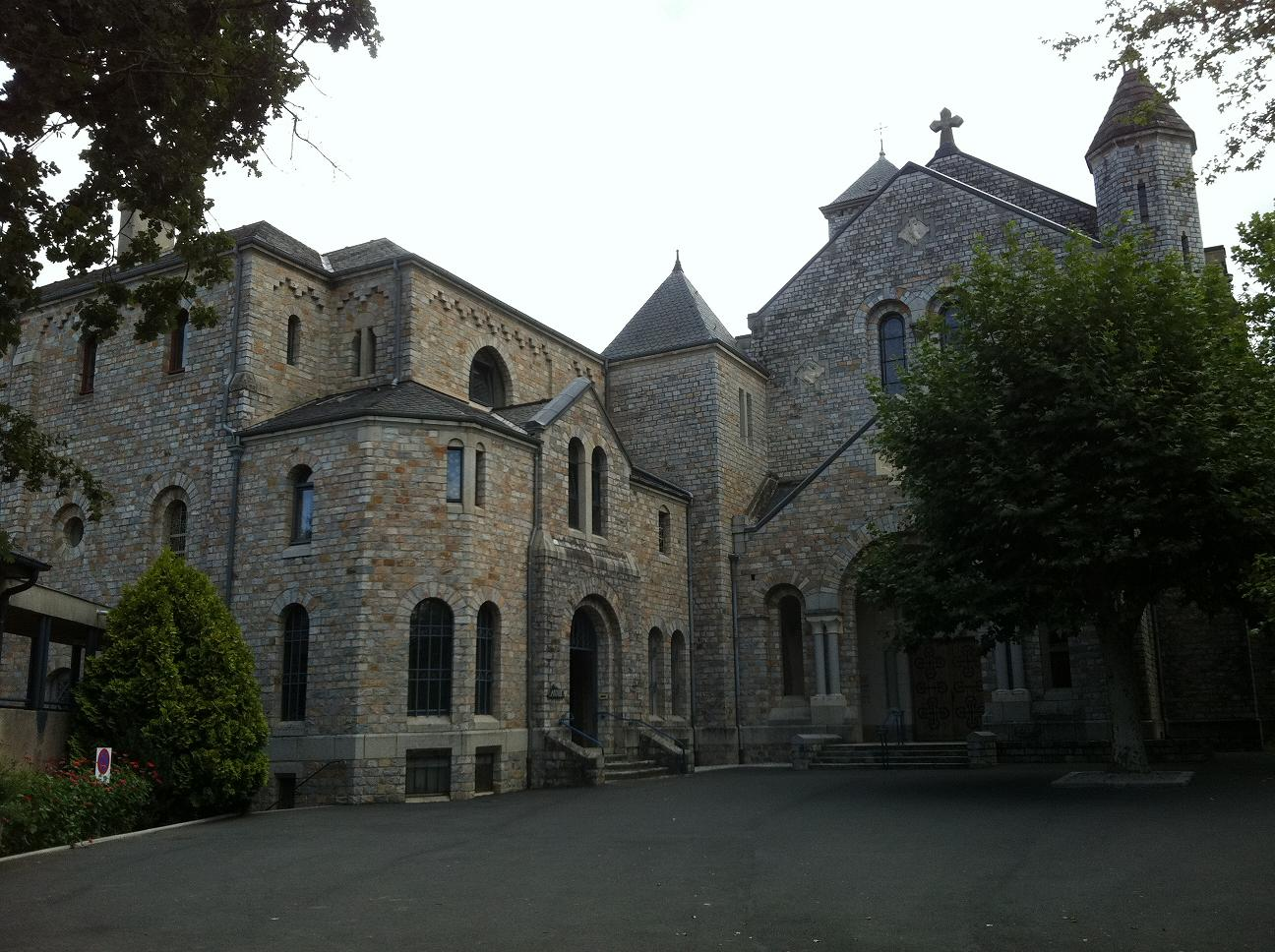
Abbaye Saint-Benoît d'En-Calcat.
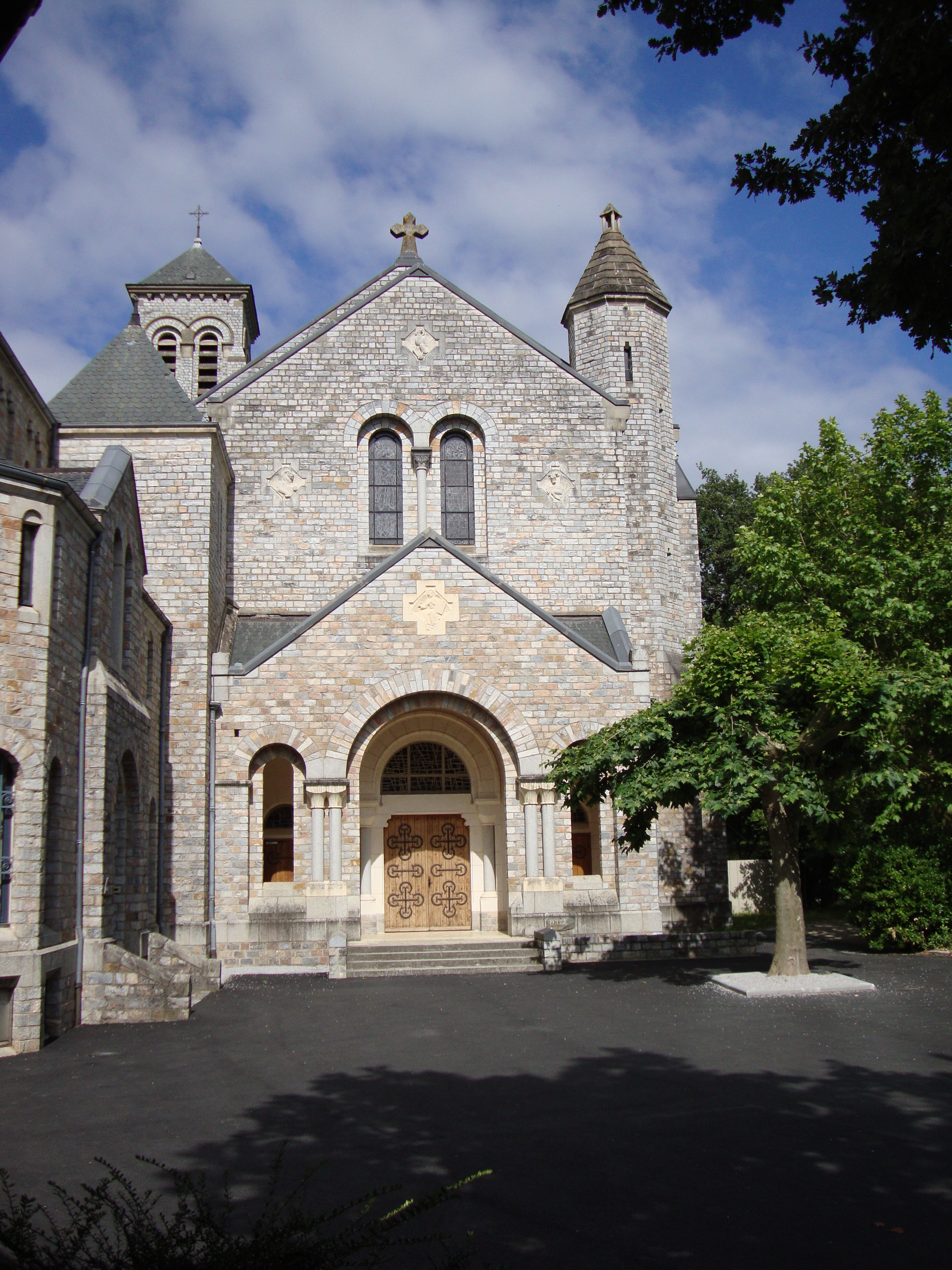
Abbaye des moines d'En-Calcat, l'église abbatiale.
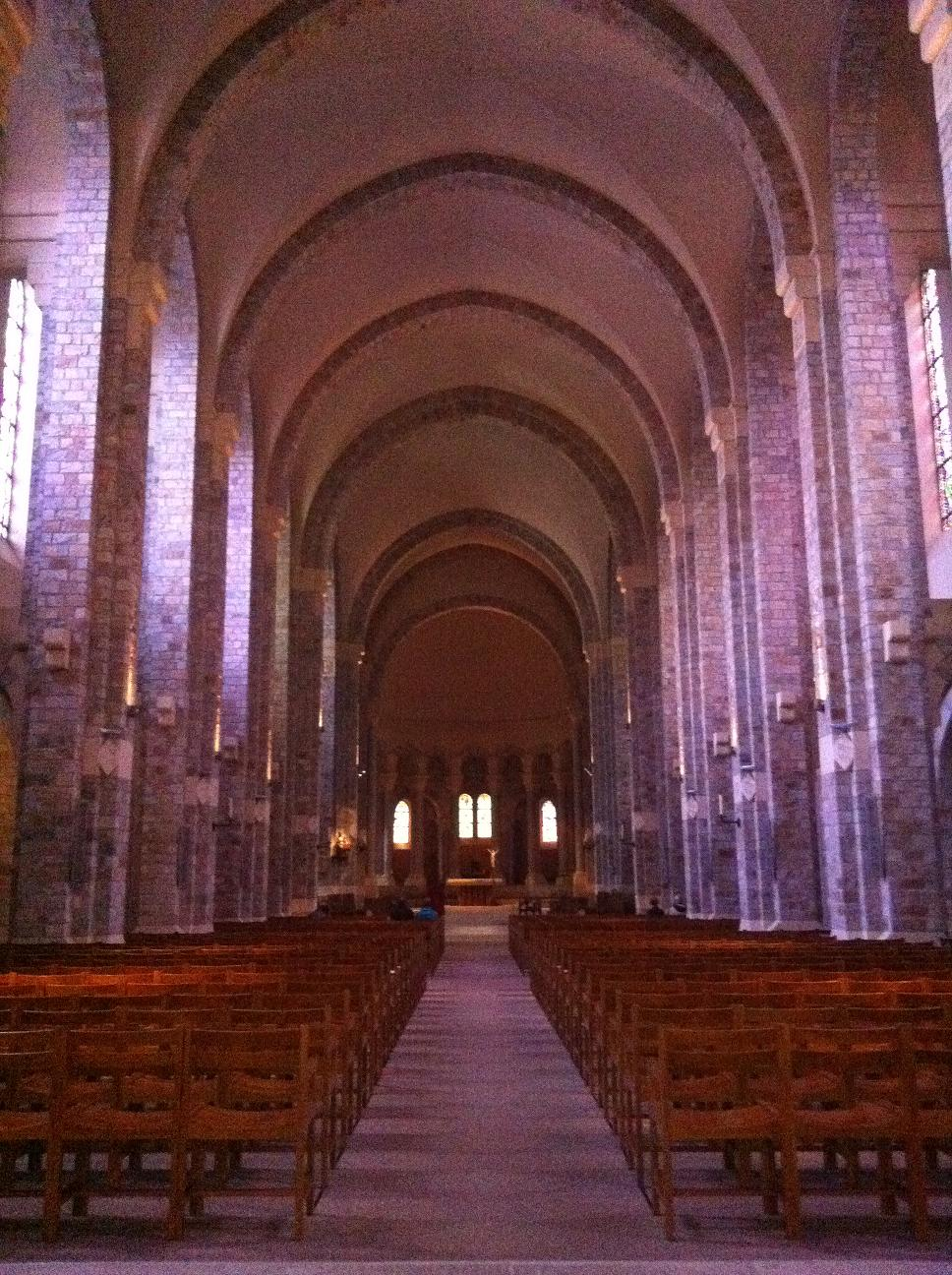
Intérieur de l'église abbatiale.
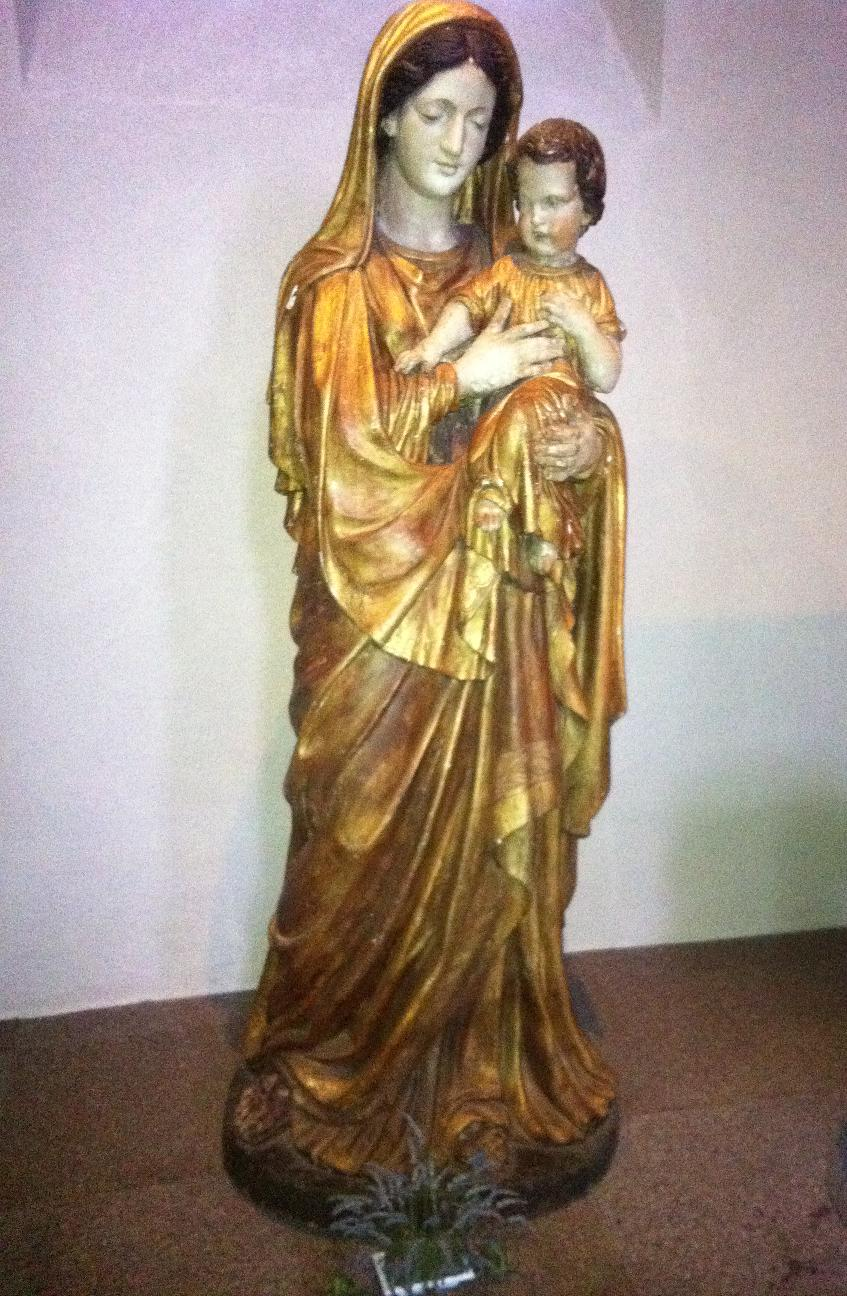
Statue de la Vierge Marie et de l'Enfant Jésus dans l'église abbatiale.
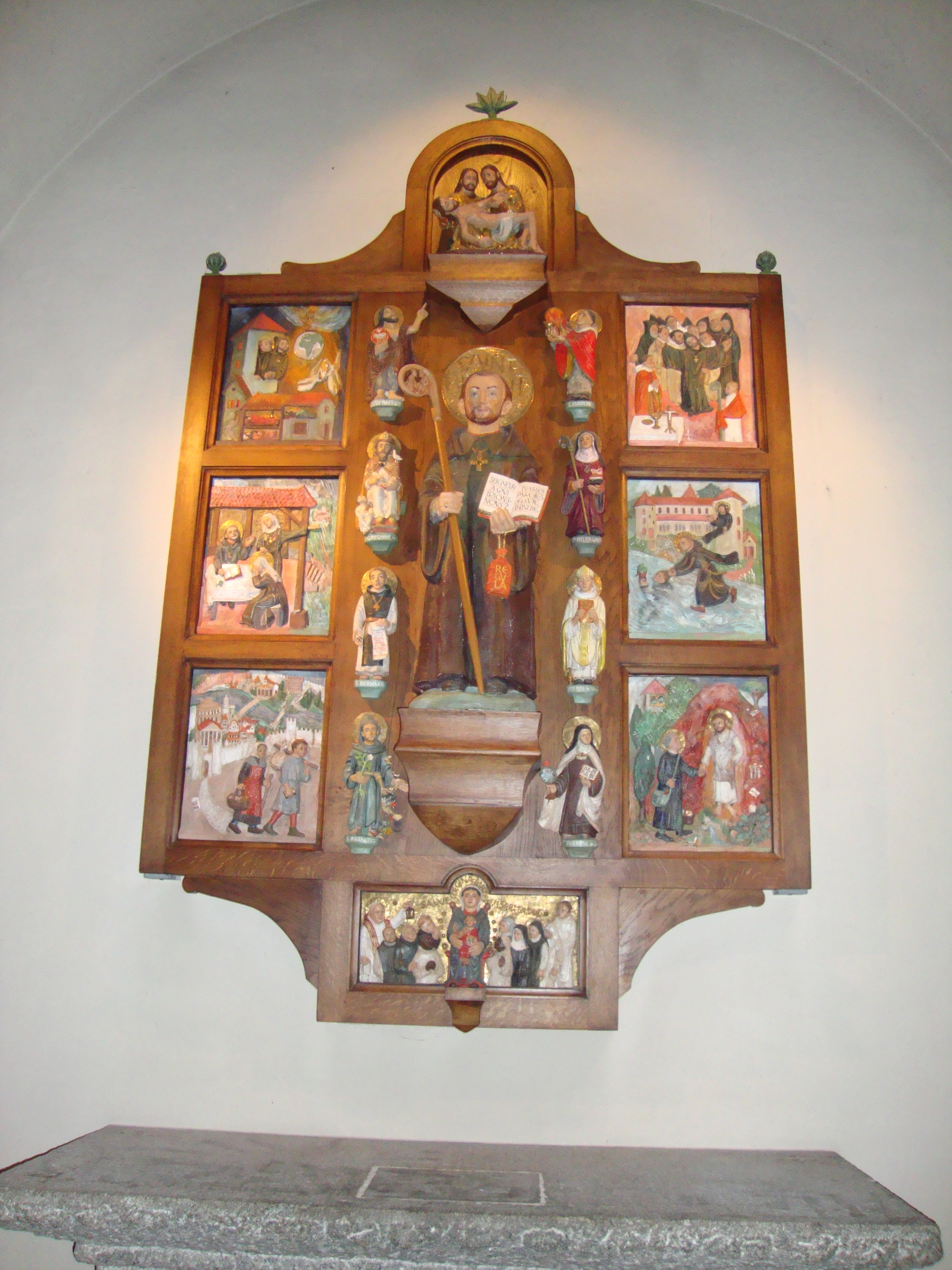
Saint Benoît dans l'église abbatiale.
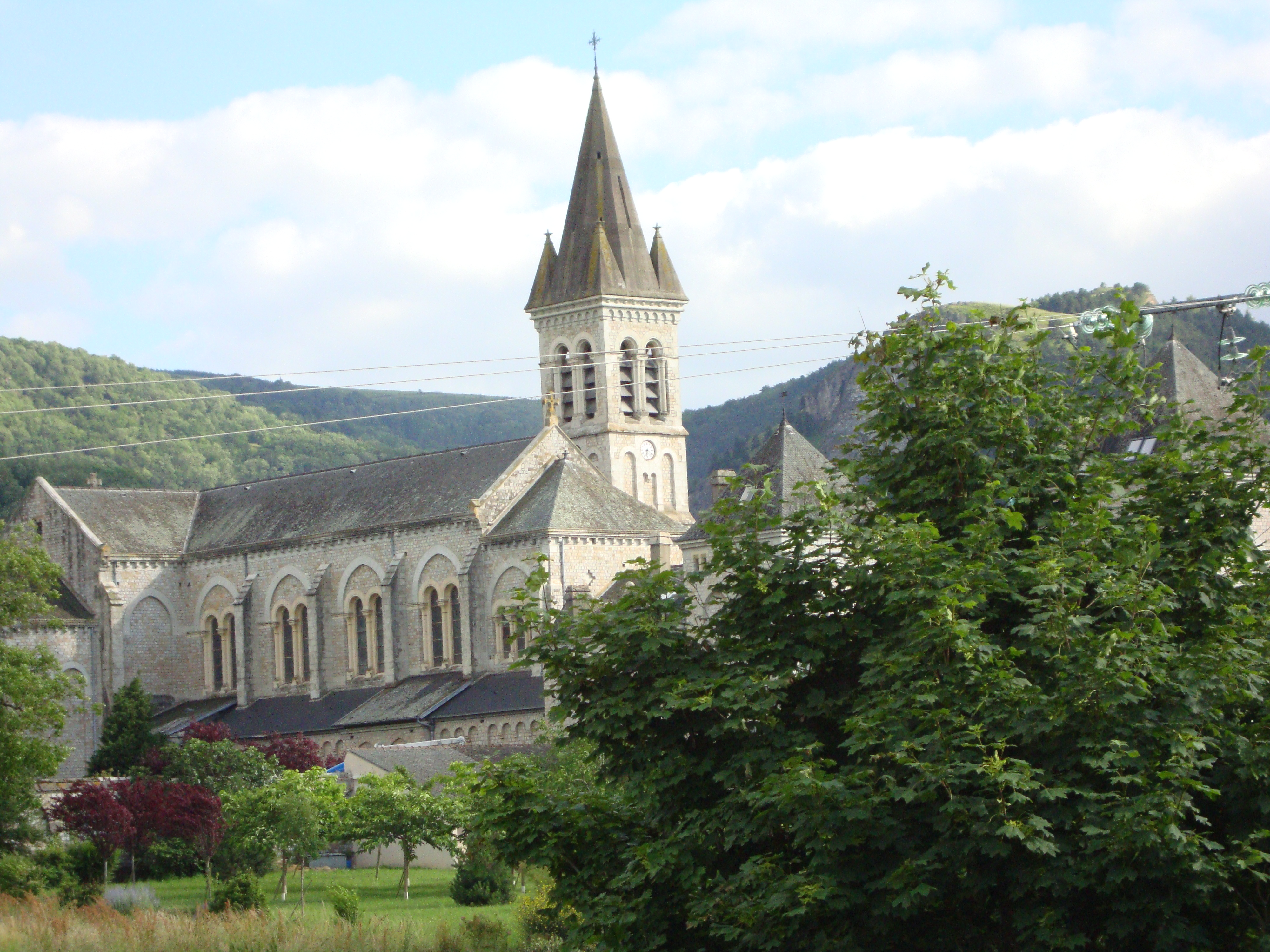
Abbaye des moniales de Dourgne, l'église abbatiale.

## Cloches
L'abbaye possède une superbe sonnerie de 5 cloches fondues en 1935 par François Granier, fondeur à Hérépian. Elles furent baptisées le 2 septembre 1935.
- Benoîte : do # 3 - 1 500 kg environ
- Paule-Eugénie : fa # 3 - 670 kg environ
- Marie : Ssl # 3 - 450 kg environ
- Romana : la # 3 - 310 kg environ
- Scholastique : do # 4 - 180 kg environ

Ces cinq cloches ayant été fondues en même temps et par le même fondeur, cela garantit une grande homogénéité dans la composition précise du bronze et dans la façon dont elles ont été coulées. C'est une des raisons pour laquelle cette sonnerie est particulièrement harmonieuse.